# Quinn (Fußball spielende Person)
Quinn (* 11. August 1995 in Toronto, Ontario als Rebecca Catherine Quinn) ist eine kanadische Fußball spielende Person.

## Karriere

### Vereine
Während des Studiums an der Duke University lief Quinn von 2013 bis 2017 für das dortige Hochschulteam der Duke Blue Devils auf und spielte parallel dazu im Jahr 2013 für das W-League-Franchise der Toronto Lady Lynx. In der Spielzeit 2018 kam Quinn für Washington Spirit in der NWSL zum Einsatz; das Team belegte den vorletzten Platz. Nach einem Wechsel nach Europa kam Quinn für den Paris FC zu zwei Einsätzen im Februar 2019 in der Division 1 Féminine. Nach der WM 2019 kehrte Quinn zum Reign FC (OL Reign) zurück in die NWSL. Im August 2020 wurde Quinn an den schwedischen Erstligisten Vittsjö GIK ausgeliehen. Zur Spielzeit 2021 kehrte Quinn zu OL Reign zurück. Die reguläre Spielzeit wurde als Zweitplatzierter abgeschlossen, im Halbfinale der Play-offs aber mit 1:2 gegen Washington Spirit verloren. Die Spielzeit 2022 wurde auf dem ersten Platz beendet, im Halbfinale der Play-offs aber mit 0:2 gegen Kansas City Current verloren.
Im Januar 2025 erhielt Quinn einen Vertrag bei Vancouver Rise FC für die Premierensaison der Northern Super League. Ihr Debüt in dieser Spielklasse erfolgte zum Saisonstart am 17. April 2025 mit dem 1:0-Sieg im Heimspiel gegen den Calgary Wild FC.

### Nationalmannschaft
Quinn war Teil des kanadischen Nachwuchs-Nationalteams in den Altersklassen U15 bis U20 und nahm unter anderem an der CONCACAF U17-Meisterschaft 2012, der U17-Weltmeisterschaft 2012 und der U20-Weltmeisterschaft 2014 teil. Am 7. März 2014 debütierte Quinn im Turnier um den Zypern-Cup im A-Nationalteam und erzielte am 16. Februar 2016 im Rahmen der Qualifikation für die Olympischen Sommerspiele 2016 im Länderspiel gegen die Nationalmannschaft Guatemalas, das mit 10:0 gewonnen wurde, die ersten drei Länderspieltore, womit Quinn die erste kanadische Person ist, der dies gelang, und auch später im selben Spiel Nichelle Prince. Danach kam Quinn auch im Halbfinale, in dem sich die Kanadierinnen für die Olympischen Spiele qualifizierten, und im Finale gegen die US-amerikanische Nationalmannschaft zum Einsatz. Bei den Olympischen Spielen wurde Quinn in den drei Spielen der Gruppe F und im Viertelfinale gegen die Nationalmannschaft Frankreichs eingesetzt. Das kanadische Team gewann wie 2012 die Bronzemedaille.
Am 25. Mai 2019 wurde Quinn für die WM 2019 nominiert. In zwei Gruppenspielen und im verlorenen Achtelfinale gegen den späteren Dritten Schweden wurde Quinn jeweils eingewechselt und kam auf insgesamt 24 Einsatzminuten. Im Gruppenspiel gegen die Niederlande erhielt Quinn eine Minute nach der Einwechslung die Gelbe Karte.
Im Juni 2021 wurde Quinn für die wegen der COVID-19-Pandemie um ein Jahr verschobenen Olympischen Sommerspielen 2020 in Tokio nominiert. Das Team gewann die Goldmedaille (siehe olympisches Fußballturnier der Frauen 2020).
Bei der CONCACAF W Championship 2022 kam Quinn in den drei Gruppenspielen, dem Halbfinale und im Finale zum Einsatz. Bereits mit dem Einzug ins Halbfinale qualifizierten sich die Kanadierinnen für die Fußball-Weltmeisterschaft der Frauen 2023 in Australien und Neuseeland. Im Finale verloren sie gegen die USA mit 0:1.
Am 9. Juli 2023 wurde Quinn für die WM 2023 nominiert, kam in jedem der drei Spiele zum Einsatz und schied mit der Mannschaft nach der Vorrunde aus.
Am 6. März 2024 wurde Quinn zum 100. Mal in der Nationalmannschaft eingesetzt. Nach Einwechslung im Halbfinale des CONCACAF W Gold Cup 2024 gegen die USA, das 2:2 nach Verlängerung endete, konnte Quinn im Elfmeterschießen im Gegensatz zu drei Mitspielerinnen den Elfmeter verwandeln. Da bei den US-Amerikanerinnen nur eine Spielerin verschoss, schieden die Kanadierinnen aus.
Beim olympischen Fußballturnier kam Quinn in den vier Spielen der Kanadierinnen zum Einsatz, die als Gruppensieger das Viertelfinale erreichten, wo sie auf Deutschland trafen und nach 120 torlosen Minuten mit 2:4 im Elfmeterschießen verloren, bei dem Quinn den ersten Elfmeter für Kanada verwandeln konnte. Danach kam Quinn noch nicht wieder zum Einsatz.

## Erfolge
- Olympische Goldmedaille 2020
- Olympische Bronzemedaille 2016

## Persönliches
Quinn erklärte die eigene Geschlechtsidentität im September 2020 als nichtbinär, verwendet im Englischen das geschlechtsneutrale Pronomen they und führt nur noch den Namen Quinn (als Mononym). Quinn darf weiterhin im Frauenfußball antreten, weil dafür das biologische Geschlecht maßgeblich ist.